# Türkiye Kupası 1978/79
Die Türkiye Kupası 1978/79 war die 17. Auflage des türkischen Fußball-Pokalwettbewerbes. Der Wettbewerb begann am 27. August 1978 mit der 1. Hauptrunde und endete am 23. Mai 1979 mit dem Rückspiel des Finals. Im Endspiel trafen Fenerbahçe Istanbul und Altay Izmir aufeinander. Beide Mannschaften nahmen zum fünften Mal am Endspiel teil.
Samsunspor, Salihlispor, Siirt Milli Eğitim Gücü, İstanbul Gedikpaşa, Gümüşhane Kurtuluşspor und Niğdegücü waren für diese Spielzeit gesperrt.

## 1. Hauptrunde
|                     | Ergebnis              |                          |
| ------------------- | --------------------- | ------------------------ |
| Erbaaspor           | 3:0                   | Kayseri Erkiletspor      |
| Erzincan Karagücü   | 3:3 n. V. (7:6 i. E.) | Sivas Demirspor          |
| Eskişehir Havagücü  | 1:1 n. V. (5:4 i. E.) | Zonguldak Gençlik        |
| Kestel Belediyespor | 3:1                   | Edirne Karaağaç Ardaspor |

In dieser Runde fanden 30 weitere Paarungen statt, jedoch sind diese unbekannt.

## 2. Hauptrunde
|                                   | Ergebnis              |                               |
| --------------------------------- | --------------------- | ----------------------------- |
| Karşıyaka SK                      | 6:0                   | Izmir Tekelspor               |
| Adıyaman Gençlik                  | 2:0                   | Hatayspor (Amateure)          |
| Erzincanspor (Amateure)           | 1:0                   | Erzincan Karagücü             |
| Erzurumspor                       | 7:0                   | Erzurumspor (Amateure)        |
| Malatyaspor                       | 6:1                   | Malatya Idman Yurdu           |
| Çorumspor                         | 0:3                   | Giresunspor                   |
| Denizlispor (Amateure)            | 0:3                   | Izmirspor                     |
| Muhafızgücü                       | 2:1                   | Petrol Ofisi SK               |
| Sakarya Karadenizspor             | 2:2 n. V. (5:4 i. E.) | Fatih Karagümrük              |
| Tarsus İdman Yurdu                | 4:0                   | Mersin Idman Yurdu (Amateure) |
| Tokatspor                         | 9:1                   | Erbaaspor                     |
| Altınordu Izmir                   | 2:0                   | Tavşanlı Linyitspor           |
| Eskişehir Havagücü                | 5:3                   | Konya Ereğlispor              |
| İstanbulspor                      | 3:2                   | Galata SK                     |
| Kestel Belediyespor               | 0:1                   | Bandırma Etispor              |
| Ödemişspor                        | 0:1 n. V.             | Manisaspor                    |
| Tekirdağ Tekelspor                | 0:1                   | Lüleburgazspor                |
| Uşakspor                          | 3:1                   | Yeşilova SK                   |
| Kırklarelispor                    | 4:3                   | Boluspor (Amateure)           |
| Adana Demirspor (Amateure)        | ?:?                   | Hatayspor                     |
| Burdur YSE Yurtspor               | ?:?                   | Kırşehir Mucurgücü            |
| Diyarbakırspor DSİ Bağlar Gençlik | ?:?                   | İskenderunspor                |
| Konya Karagücü                    | ?:?                   | Çorum Osmancık Gençlik        |
| Muş İdman Yurdu                   | ?:?                   | Ağrı Dağcılık Gençlik         |
| Ordu Esnafspor                    | ?:?                   | Samsun Demirspor              |

## 3. Hauptrunde
Sebat Gençlik erhielt ein Freilos und war für die nächste Runde qualifiziert.
|                       | Ergebnis              |                               |
| --------------------- | --------------------- | ----------------------------- |
| Sakarya Karadenizspor | 5:2                   | Konya Karagücü                |
| Bandırma Etispor      | 1:0                   | Adana Demirspor (Amateure)    |
| İstanbulspor          | 2:0                   | Eskişehir Demirspor           |
| Malatyaspor           | 1:4                   | Kocaelispor                   |
| Muş Idman Yurdu       | 3:0                   | Izmirspor                     |
| Sarıyer GK            | 3:0                   | Düzcespor                     |
| Afyon YSE Yurtspor    | 4:5                   | Trabzon Idmangücü             |
| Eskişehir Havagücü    | 0:1                   | Erzincanspor (Amateure)       |
| Gaziantepspor         | 2:1                   | Kayserispor                   |
| Mersin İdman Yurdu    | 1:0                   | Şanlıurfaspor                 |
| Sivasspor             | 2:0                   | Antalyaspor                   |
| Denizlispor           | 1:1 n. V. (4:3 i. E.) | Tarsus İdman Yurdu            |
| Tokatspor             | 2:1                   | Tekirdağspor                  |
| Sakaryaspor           | 3:2                   | Karabükspor                   |
| Bandırmaspor          | 3:1                   | Erzurumspor                   |
| Edirnespor            | 3:0                   | Aydınspor                     |
| Karşıyaka SK          | 4:1 n. V.             | Tirespor                      |
| Kırklarelispor        | 0:0 n. V. (4:3 i. E.) | Lüleburgazspor                |
| MKE Ankaragücü        | 5:2                   | Adıyaman Gençlik              |
| Muhafızgücü           | 1:0                   | Ispartaspor                   |
| Konyaspor             | 2:0                   | Rizespor                      |
| Beykozspor            | 1:0                   | Ankara Demirspor              |
| Vefa SK               | 2:1                   | Elazığspor                    |
| Balıkesirspor         | 2:0                   | Diyarbakır DSİ Bağlar Gençlik |
| Uşakspor              | 2:1                   | Giresunspor                   |
| Altınordu Izmir       | 4:2                   | Ordu Esnafspor                |
| Manisaspor            | 2:1                   | Gençlerbirliği Ankara         |
| Şekerspor             | 1:0                   | Konya İdman Yurdu             |

## 4. Hauptrunde
Bandırma Etispor erhielt ein Freilos und war für die nächste Runde qualifiziert.
|                       | Ergebnis              |                         |
| --------------------- | --------------------- | ----------------------- |
| Trabzon İdmangücü     | 1:4                   | Şekerspor               |
| Beykozspor            | 3:0                   | Tokatspor               |
| İstanbulspor          | 3:1                   | Kırklarelispor          |
| Muhafızgücü           | 0:0 n. V. (2:3 i. E.) | Altınordu Izmir         |
| Sakarya Karadenizspor | 0:0 n. V. (4:5 i. E.) | Uşakspor                |
| Akçaabat Sebatspor    | [1]3:0                | Balıkesirspor           |
| Rizespor              | 3:0                   | Manisaspor              |
| Sakaryaspor           | [1]3:0                | Erzincanspor (Amateure) |
| Bandırmaspor          | 5:1                   | Sivasspor               |
| Kocaelispor           | 8:1                   | Edirnespor              |
| MKE Ankaragücü        | 1:0                   | Mersin İdman Yurdu      |
| Sarıyer GK            | 3:2                   | Karşıyaka SK            |
| Denizlispor           | 0:1                   | Gaziantepspor           |
| Vefa SK               | 8:0                   | Muş Idman Yurdu         |

## 5. Hauptrunde
Bandırma Etispor erhielt ein Freilos und war für die nächste Runde qualifiziert.
|                      | Gesamt    |                    | Hinspiel | Rückspiel |
| -------------------- | --------- | ------------------ | -------- | --------- |
| Rizespor             | 1:7       | Adana Demirspor    | 1:1      | 0:6       |
| Diyarbakırspor       | 6:2       | Uşakspor           | 5:0      | 1:2       |
| Orduspor             | 5:3       | Zonguldakspor      | 1:1      | 4:2       |
| Adanaspor            | 1:5       | Bursaspor          | 0:1      | 1:4       |
| Altay Izmir          | 2:0       | Sarıyer GK         | 2:0      | 0:0       |
| Altınordu Izmir      | 0:5       | MKE Ankaragücü     | 0:1      | 0:4       |
| Beykozspor           | 1:2       | Akçaabat Sebatspor | 1:0      | 0:2       |
| Boluspor             | 0:2       | Bandırmaspor       | 0:1      | 0:1       |
| Eskişehirspor        | 2:0       | Sakaryaspor        | 2:0      | 0:0       |
| Fenerbahçe Istanbul  | 5:2       | İstanbulspor       | 5:1      | 0:1       |
| Şekerspor            | 1:3       | Gaziantepspor      | 1:1      | 0:2       |
| Galatasaray Istanbul | (a)2:2(a) | MKE Kırıkkalespor  | 2:1      | 0:1       |
| Vefa SK              | 0:2       | Kocaelispor        | 0:2      | 0:0       |
| Göztepe Izmir        | 2:6       | Beşiktaş Istanbul  | 2:2      | 0:4       |

## Achtelfinale
|                     | Gesamt          |                    | Hinspiel | Rückspiel |
| ------------------- | --------------- | ------------------ | -------- | --------- |
| Orduspor            | 2:0             | Bandırmaspor       | 2:0      | 0:0       |
| Trabzonspor         | 1:1 (3:4 i. E.) | Diyarbakırspor     | 1:0      | 0:1       |
| Adana Demirspor     | (a)3:3(a)       | Beşiktaş Istanbul  | 3:1      | 0:2       |
| Gaziantepspor       | (a)2:2(a)       | MKE Kırıkkalespor  | 2:1      | 0:1       |
| MKE Ankaragücü      | 1:3             | Kocaelispor        | 1:1      | 0:2       |
| Altay Izmir         | 2:1             | Akçaabat Sebatspor | 2:0      | 0:1       |
| Bursaspor           | 4:2             | Bandırma Etispor   | 2:1      | 2:1       |
| Fenerbahçe Istanbul | (a)2:2(a)       | Eskişehirspor      | 1:0      | 1:2       |

## Viertelfinale
|                     | Gesamt          |                   | Hinspiel | Rückspiel |
| ------------------- | --------------- | ----------------- | -------- | --------- |
| Diyarbakırspor      | 6:6 (5:6 i. E.) | MKE Kırıkkalespor | 3:3      | 3:3 n. V. |
| Altay Izmir         | 3:2             | Orduspor          | 3:1      | 0:1       |
| Bursaspor           | (a)2:2(a)       | Kocaelispor       | 2:1      | 0:1       |
| Fenerbahçe Istanbul | 1:0             | Beşiktaş Istanbul | 0:0      | 1:0       |

## Halbfinale
|                   | Gesamt |                     | Hinspiel | Rückspiel |
| ----------------- | ------ | ------------------- | -------- | --------- |
| Kocaelispor       | 1:5    | Fenerbahçe Istanbul | 0:0      | 1:5       |
| MKE Kırıkkalespor | 2:5    | Altay Izmir         | 2:3      | 0:2       |

## Finale

### Hinspiel
| Paarung             | Altay Izmir – Fenerbahçe Istanbul |
| Ergebnis            | 2:1 (1:1) |
| Datum               | 9. Mai 1979 um 16:15 Uhr |
| Stadion             | Alsancak-Stadion, Izmir |
| Schiedsrichter      | İhsan Türe |
| Tore                | 0:1 Engin Verel (34.) 1:1 Zafer Bilgitay (40.) 2:1 Bora Öztürk (80.) |
| Altay Izmir         | Alptuğ Urgancı – Zafer Bilgetay, Bilal Yaşar, Sabahattin Erbuğa, Şeref İncirmen – Mithat Mıhçı, Nevruz Şerif, Akif Başaran – Mustafa Denizli, Bora Öztürk, Murat Erbaşlar Cheftrainer: Candan Tarhan  |
| Fenerbahçe Istanbul | Radmilo Ivančević – Coşkun Demirbakan, Erol Togay, Raşit Çetiner, Yenal Kaçıra – Onur Kayador, Önder Mustafaoğlu, Ali Kemal Denizci – Şevki Şenlen, Tuna Güneysu, Engin Verel Cheftrainer: Necdet Niş |
| Gelbe Karten        | Zafer Bilgitay, Mustafa Denizli – Onur Kayador, Radmilo Ivančević, Engin Verel |

### Rückspiel
| Paarung             | Fenerbahçe Istanbul – Altay Izmir |
| Ergebnis            | 2:0 (1:0) |
| Datum               | 23. Mai 1979 um 15:30 Uhr |
| Stadion             | Inönü-Stadion, Istanbul |
| Schiedsrichter      | Hilmi Ok |
| Tore                | 1:0 Raşit Çetiner (3.) 2:0 Önder Mustafaoğlu (58.) |
| Fenerbahçe Istanbul | Radmilo Ivančević – Cem Pamiroğlu, Onur Kayador, Raşit Çetiner, Yenal Kaçıra – Erol Togay, Önder Mustafaoğlu, Cemil Turan, Şevki Şenlen – Ali Kemal Denizci, Engin Verel Cheftrainer: Necdet Niş                                                |
| Altay Izmir         | Alptuğ Urgancı – Bilal Yaşar, Sabahattin Erbuğa, Şeref İncirmen, Zafer Bilgetay – Mithat Mıhçı (46. Alper Timur), Nevruz Şerif, Akif Başaran (77. Mustafa Kaplakaslan), Mustafa Turgat – Murat Erbaşlar, Bora Öztürk Cheftrainer: Candan Tarhan |
| Gelbe Karten        | Radmilo Ivančević, Engin Verel – Sabahattin Erbuğa, Nevruz Şerif |

## Beste Torschützen
| Rang | Spieler         | Verein              | Tore |
| ---- | --------------- | ------------------- | ---- |
| 01.  | Halil Ağan      | MKE Kırıkkalespor   | 4    |
| 01.  | Raşit Çetiner   | Fenerbahçe Istanbul | 4    |
| 01.  | Mustafa Denizli | Altay Izmir         | 4    |
| 01.  | Vehbi Günay     | Diyarbakırspor      | 4    |
| 01.  | Reşit Kaynak    | Diyarbakırspor      | 4    |
| 01.  | Sedat Özden     | Bursaspor           | 4    |
| 01.  | Bora Öztürk     | Altay Izmir         | 4    |
| 01.  | Sava Paunovic   | Beşiktaş Istanbul   | 4    |
| 01.  | Sinan Turhan    | Adana Demirspor     | 4    |
| 10.  | İsmail Atık     | Beşiktaş Istanbul   | 3    |